# Vrije Daciërs

Kaart met de Romeinse provincie Dacië

Vrije Daciërs is een naam voor de Daciërs in de gebieden die niet veroverd werden door het Romeinse Rijk. Deze gebieden waren Muntenië, Moldavië, Crișana en Maramureș.